# 杵築速見消防組合
杵築速見消防組合（きつきはやみしょうぼうくみあい）は、大分県杵築市及び速見郡日出町によって構成される一部事務組合（消防組合）である。

## 概要
- 消防本部：杵築市大字中1412
- 管内面積：353.39km2
- 職員定数：105名
- 消防署2カ所、出張所1カ所
- 主力機械（2022年4月1日現在）
  - 消防ポンプ車：3
  - 水槽付消防ポンプ車：2
  - 化学消防ポンプ車：1
  - 救助工作車：1
  - 多目的車（MVF）:1
  - 消防指揮車:1
  - 支援車（アームロール式）:1
  - 人員輸送車:1
  - 査察車:2
  - 高規格救急車：3

## 沿革
- 1975年4月 杵築市・速見郡山香町及び日出町の1市2町により杵築速見消防組合が発足する。
- 1994年4月 日出出張所が日出消防署に昇格する。
- 2005年10月 杵築市・速見郡山香町及び西国東郡大田村が合併し新たな杵築市が誕生する。
- 2006年4月 杵築市の旧大田村域が管内となる。
- 2011年10月 消防本部・杵築消防署が新築移転する。
- 2024年7月30日 - 通信指令業務を大分市消防局内「おおいた消防指令センター」に移管[1]。

## 組織
- 消防本部　
  - 総務課（庶務係　経理係）
  - 警防課（警防係　消防救助係　予防係　設備指導係　危険物係　救急係　第一通信係　第二通信係）
- 消防署-第一小隊　第二小隊
- 出張所-第一小隊　第二小隊

## 消防署
| 消防署     | 住所                       | 出張所                       |
| ---------- | -------------------------- | ---------------------------- |
| 杵築消防署 | 杵築市大字中1412           | 山香：杵築市山香町野原1857-1 |
| 日出消防署 | 速見郡日出町大字藤原2235-1 | なし                         |